# Karl von Poellnitz
Karl Joseph Leopold Arndt von Poellnitz, född 4 maj 1896 i Altenburg, Tyskland, död 15 februari 1945 i Oberlödla, var en tysk botaniker och agronom.
Auktorsnamnet Poelln. kan användas för Karl von Poellnitz i samband med ett vetenskapligt namn inom botaniken; se Wikipediaartiklar som länkar till auktorsnamnet.